# Ich, der Allmächtige
Ich, der Allmächtige (Originaltitel: Yo, el Supremo) ist ein 1974 erschienener historischer Roman des paraguayischen Romanautors Augusto Roa Bastos (1917–2005). Zusammen mit Der Herbst des Patriarchen (spanisch El otoño del patriarca), einem Roman des kolumbianischen Literatur-Nobelpreisträger Gabriel García Márquez aus dem Jahr 1975, gehört er zu den bedeutendsten Diktatorenromanen Lateinamerikas.
Es handelt sich um den zweiten Teil einer von Leben und Geschichte der paraguayanischen Gesellschaft inspirierten Roman-Trilogie:
1. Menschensohn (1960),
2. Ich, der Allmächtige (1974) und
3. El Fiscal (1993).[1]

## Geschichte

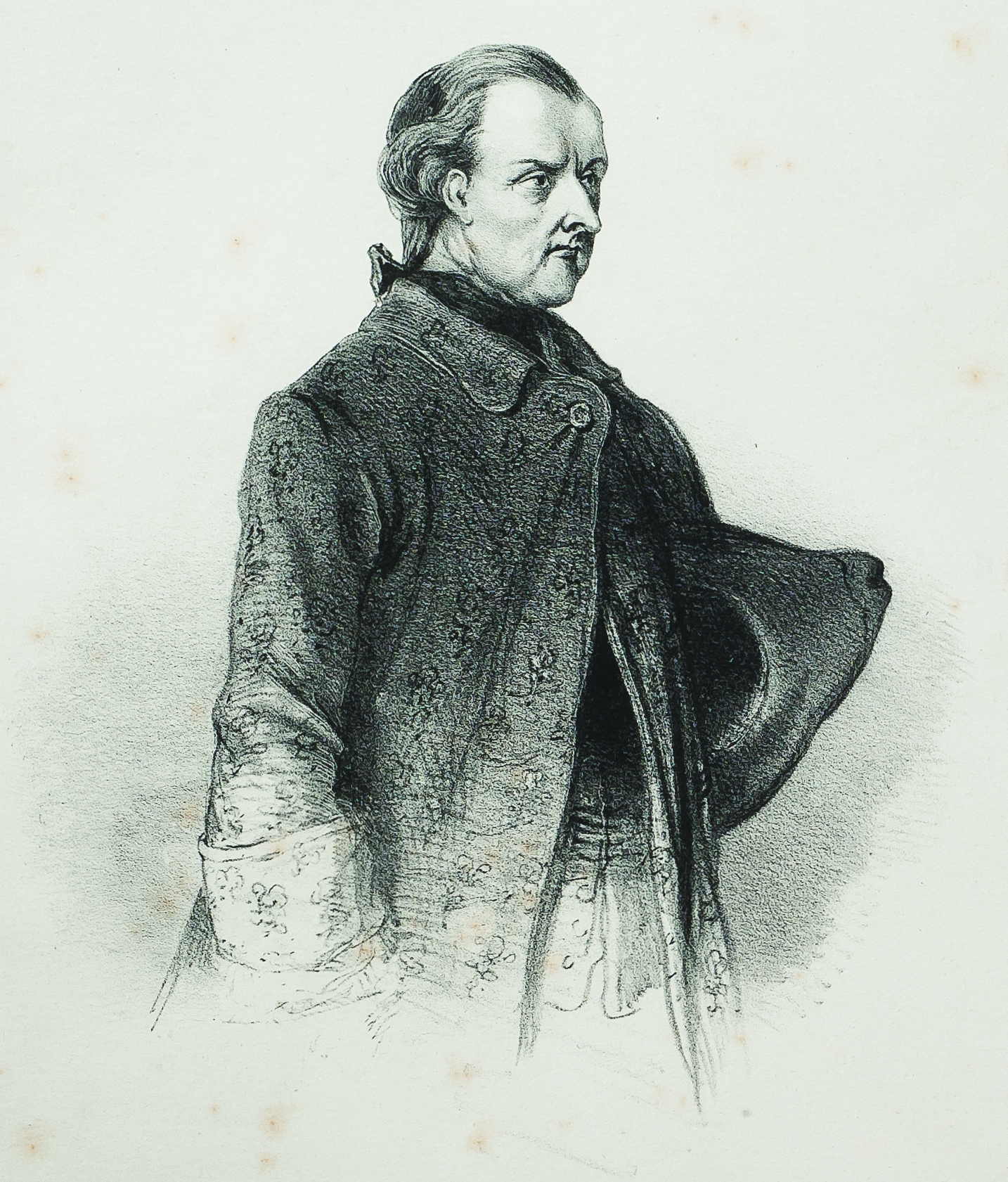
Der „echte“ El Supremo

Der Autor ließ sich bei seiner Titelfigur von Paraguays erstem Diktator José Gaspar Rodríguez de Francia (1766–1840) (Bild) inspirieren, der im 19. Jahrhundert das Land ab 1814 bis zu seinem Tod 26 Jahre lang selbstherrlich und gnadenlos beherrschte. Dieser gefühlskalte Mensch, der sich selbst als „El Supremo“ und auch als „Ewiger Diktator“ bezeichnete, hatte 1811, also zu der Zeit, als die Napoleonischen Kriege auf der Iberischen Halbinsel wüteten, zusammen mit Fulgencio Yegros (1780–1821) Paraguay von der spanischen Herrschaft befreit. Nach dem Vorbild der Französischen Revolution wurden beide gemeinsam Konsuln der Republik Paraguay, bevor sich Rodríguez de Francia im Jahr 1814 als Präsident und unumschränkter Alleinherrscher auf Lebenszeit durchsetzte. Seine politische Vision, das Binnenland Paraguay zum Herzstück ganz Südamerikas zu machen, und es von spanischen, argentinischen und brasilianischen Einflüssen zu befreien, blieb ein Trugbild, und brachte nichts als Tyrannei und Elend für sein eigenes Volk.